# LFG Roland C.VIII
Le LFG Roland C.VIII était un avion de reconnaissance allemand de la Première Guerre mondiale.